# Megaman
Megaman je obchodní značka globálního výrobce světelných zdrojů a svítidel. Právně vznikla v roce 1994 a je obecně považována za jednoho z čelních světových výrobců a vývojářů v oblasti osvětlení společně se společnostmi Osram, Philips, Sylvania a GE vzdor tomu, že na rozdíl od těchto společností její výrobní portfolio nečítá kompletní varietu tradičních technologií (žárovky, zářivky, kompaktní zářivky, výbojky a LED). Společnost se vždy profilovala jako výrobce úsporného osvětlení s důrazem na trvale udržitelný rozvoj a inovaci. Portfolio tedy čítá pouze LED a CFL světelné zdroje. Megaman je vlastníkem řady patentů a prvenství v dané oblasti.

## Historie
Značku Megaman založil pan Wiesner roku 1992 v Německu. Produkty byly následně vyráběny v Číně společností Neonlite Electronic and Lighting Ltd. V roce 1994 společnost Neonlite značku Megaman koupila a tím se hlavním sídlem společnosti stala zvláštní správní oblast Hongkong.

## Produkty a technologie
Společnost Megaman je výrobcem, designérem a distributorem LED osvětlení, které aktivně propaguje. Má několik řad LED světelných zdrojů pro spoustu možných aplikací a více než 400 modelů.
Mezi její patentované technologie patří například Thermal Conductive Highway (TCH) technologie, která spočívá v odvodu tepla z reflektoru a jeho efektivním rozptýlení do okolí. Společnost v současnosti vyváží svoje produkty do celého světa.

### Portfolio
- Kompaktní zářivky
- LED osvětlení
- OEM produkty[2]
- Svítidla
- Smart lighting[3]

### Ocenění
V roce 2013, byl LED reflektor PAR16 MEGAMAN zvolen jako 'Best Value for Money' v časopise LUX magazine